# Annika Murjahn
Annika Murjahn (* 19. April 1978 in Freiburg im Breisgau, Baden-Württemberg) ist eine deutsche Geschäftsfrau und ehemalige Schauspielerin. Sie wurde vor allem als Zoé Voss in der ARD-Vorabendserie Marienhof bekannt, die sie von 1997 bis 1999 spielte.

## Schauspielerin
Annika Murjahn arbeitete während ihrer Schulzeit mit 14 Jahren als Model. Nach dem Abitur auf dem Friedrich-Gymnasium Freiburg und Schauspielunterricht bei Gerd Silberbauer (während der Marienhof-Dreharbeiten) trat Annika Murjahn zwischen 1999 und 2002 außerdem in den Fernsehserien Tatort, Sinan Toprak ist der Unbestechliche, Wilder Kaiser, SOKO 5113, Der letzte Zeuge, Die Rosenheim-Cops und Die Wache auf. 2003 folgten Rollen in dem Sat.1-Film Reiche Witwen küssen besser und in Plötzlich wieder 16 (ProSieben); 2004 sah man sie in der Rosamunde-Pilcher-Verfilmung Royal Flash und 2005 in Segel der Liebe, 2005 in der Pro7-Serie Axel! will’s wissen. In dem ZDF-Film Inga Lindström Wiedersehen in Eriksberg D/2009 spielt sie die Milly Nickel.
Im Kino war Annika Murjahn in den Filmen Autobahnraser (2004) und Terry Gilliams Brothers Grimm (2005) zu sehen.

## Geschäftsfrau
2009 beendete Annika Murjahn die Schauspielerei. Sie studierte Kunstgeschichte. Im Lauf der 2010er Jahre wurde sie Mutter zweier Töchter und begann als Managerin und Projektleiterin für die von ihrem zehn Jahre älteren Bruder Ralf Murjahn geführte Farbenfabrik Deutsche Amphibolin-Werke zu arbeiten.
Murjahn lebt in London und arbeitet als Managerin und Projektleiterin. Der Musikmanager Florian Fischer ist ihr Cousin.

## Filmografie
- 1997–2001: Marienhof (Fernsehserie, neun Folgen)
- 2000: Tatort – Bienzle und der Mann im Dunkeln (Filmreihe)
- 2001: 100 Pro
- 2002: SOKO 5113 (Fernsehserie, Folge Henkersmahlzeit)
- 2003: Der letzte Zeuge (Fernsehserie, Folge Das Klassentreffen)
- 2003: Die Rosenheim-Cops (Fernsehserie, Folge Blattschuss)
- 2003: Plötzlich wieder 16 (Fernsehfilm)
- 2004: Autobahnraser
- 2005: Rosamunde Pilcher (Fernsehserie, Folge Segel der Liebe)
- 2005: Brothers Grimm (The Brothers Grimm)
- 2006: Axel! will’s wissen (Fernsehserie, Folge Die neue Freundin)
- 2007: Unser Charly (Fernsehserie, Folge Stunde der Wahrheit)
- 2008: ProSieben Funny Movie (Fernsehserie, Folge Dörte’s Dancing)
- 2009: Inga Lindström (Fernsehserie, Folge Wiedersehen in Eriksberg)